# Нарткала
Нарткала (рус. Нарткала) град је у Русији у Кабардино-Балкарији.

## Становништво
| 1939. | 1959.  | 1970.  | 1979.  | 1989.  | 2002.  | 2010.  |
| ----- | ------ | ------ | ------ | ------ | ------ | ------ |
| 5.368 | 13.119 | 18.958 | 23.419 | 28.171 | 33.775 | 31.694 |